# Пориста текстура

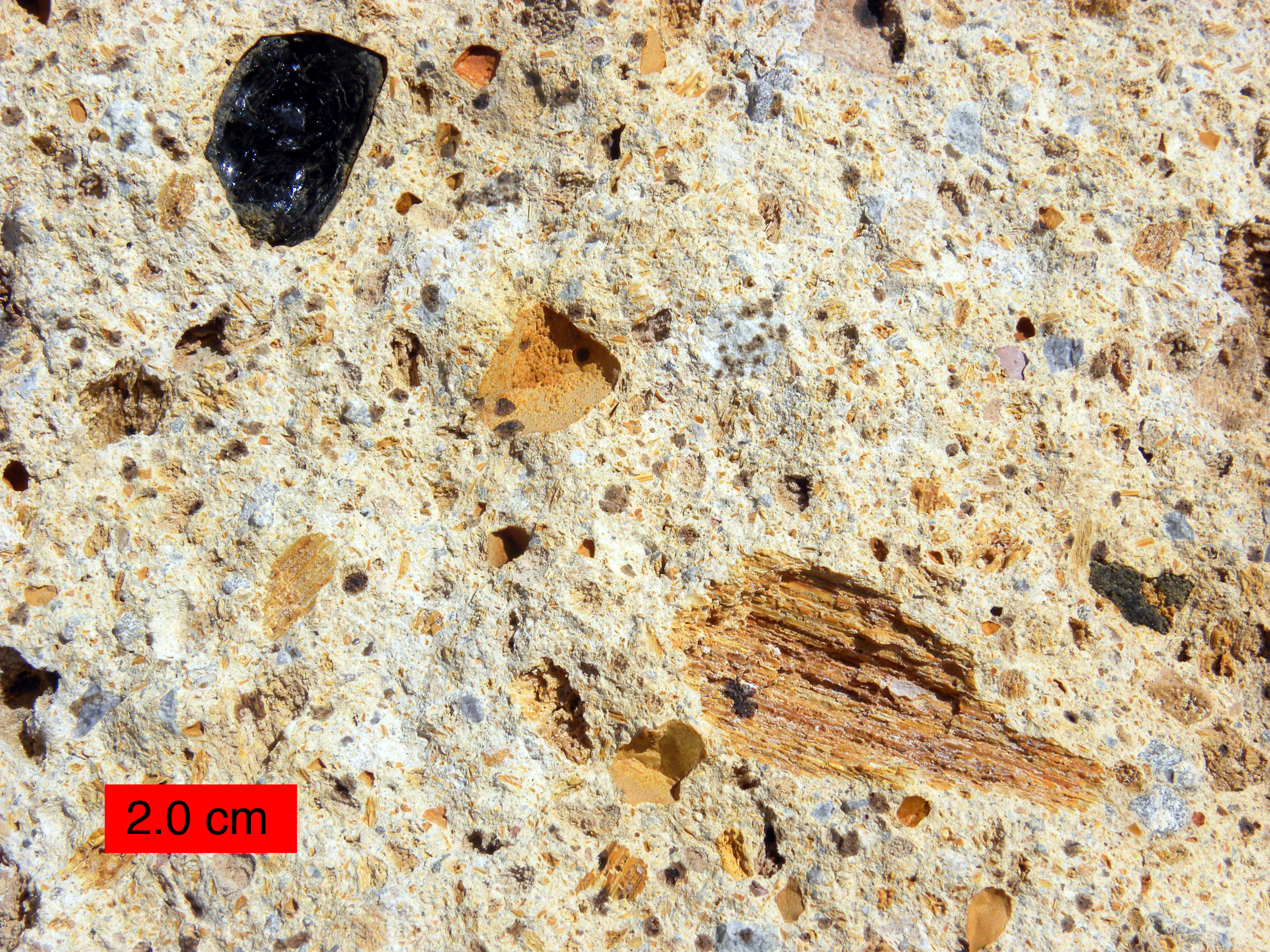
Вулканічний туф з Каліфорнії, датований 18,5 млн років.

Пориста текстура (рос. пористая текстура, англ. porous structure, нім. poröse Struktur f, poröse Textur f) – характерна для гірських порід з пустотами, незаповненими вторинними мінералами (наприклад, вулканічний туф).